# Serayah McNeill
Serayah Ranee McNeill (* 20. června 1995, Encinitas, Kalifornie, Spojené státy americké) je americká herečka, zpěvačka a modelka. Nejvíce je známa pro roli Tiany Brown v seriálu Empire.

## Životopis
Serayah se narodila v Encinitas. Odmaturovala na Taft High School ve Woodland Hills v Kalifornii v roce 2013. Na střední se věnovala basketballu. Aktuálně žije v Los Angeles.

## Kariéra
Roli Tiany, kterou získala v roce 2015, v seriálu Empire je její první velkou rolí. Ve stejném roce se objevila ve videoklipu Taylor Swift k písničce "Bad Blood" v roli Dilemmy. V březnu 2016 měl premiéru film Lucky Girl, ve kterém hraje Lisu Jacksonovou.

## Filmografie
| Rok       | Název         | Role         | Poznámky                                                   |
| --------- | ------------- | ------------ | ---------------------------------------------------------- |
| 2015–2020 | Empire        | Tiana Brown  | (vedlejší role: 1. řada, hlavní role: 2.–6. řada), 96 dílů |
| 2016      | Lucky Girl    | Lisa Jackson |                                                            |
| 2017      | Burning Sands | Angel        |                                                            |